# Sultanat de Rehayto
Le sultanat de Rehayto (on trouve aussi les graphies Rahayta, Rahayto, Rehaito, Rahaito, Raheitah, Raheita) est une ancienne entité politique afare de la Corne de l'Afrique.

## Géographie
Le sultanat de Rehayto se situe dans les actuelles régions du Debub-Keih-Bahri, dans le sud de l'Érythrée, et d'Obock, dans le nord-est de la république de Djibouti. 

## Toponymie
Le sultanat de Rehayto tire son nom du village éponyme, aujourd'hui en Érythrée.

## Histoire

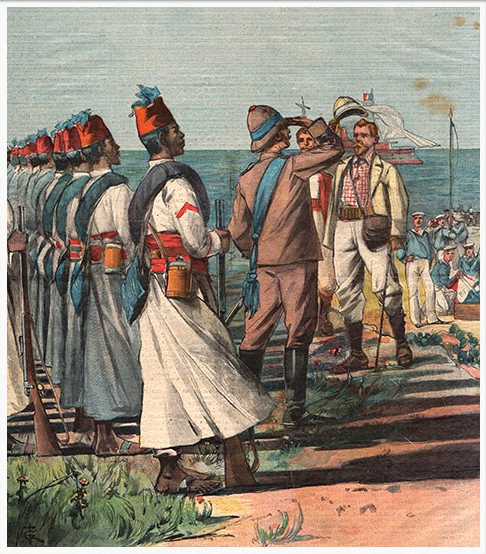
L'incident de Rehayto (1898): La Canonnière française Scorpion débarque sur la côte de Rehayto

Selon les sources orales, le sultanat de Rehayto aurait été fondé vers 1600, par détachement du sultanat de Tadjourah.
Les différents tracés de la frontière entre la côte française des Somalis et la colonie italienne d'Érythrée, réalisés entre 1891 et 1901, scindent le sultanat en deux. Le 16 mai 1902, la partie nord est officiellement annexée par les Italiens, laissant la partie sud aux Français.
En dépit de ce partage territorial, le sultanat demeure sous l'autorité du même sultan au moins jusqu'en 1910. Ensuite la situation est moins bien connue jusqu'à ce que, de 1934 à 1943, il y ait deux sultans. À partir de 1945, il n'y a de nouveau qu'un seul titulaire de la charge. Le sultan est rémunéré, jusqu'en 1965, par les deux territoires sur lequel s'étend le sultanat, outre des redevances qu'il reçoit des habitants pour l'utilisation de terrains de pâturage ou divers services.

### Liste de sultans
Liste de sultans (dardar) de Rehayto. Entre 1755 et 1910, deux branches de descendants d'«Ad’állom» Hámad, Dîni et Burhán, sont alternativement titulaires du titre de sultan. De 1910 à 1936, les noms des sultans sont inconnus.
- c. 1600 : «Gibdí» Hámad
- c. 1630 : ’Abdúlli
- c. 1660 : Kâmil
- c. 1690 : «Ad’állom» Hámad
- c. 1705 : Dîni b. «Ad’Allom» Hámad
- c. 1755 : Hámad b. Burhán b. «Ad’Allom» Hámad
- c. 1755 : Burhán b. Dîni
- c. 1780 : Burhán «Saddik» b. Hámad
- c. 1815 : Mahámmad b. Burhán b. Dîni
- 1839 : Mahámmad b. Burhán «Saddik»
- 1862 : Dîni b. Mahámmad
- 1863 : Burhán «Ásá Dardár» b. Mahámmad
- 1887 : Húmmad b. Mahámmad b. Dîni
- 1910 : (...)
- 1936 : Hámmad b. Húmmad (jusqu'en 1944, «sultan d'Obock»)[4]
- 1936 : Dawud b. Mahámmad (sultan de la partie nord)[2]
- 1941 : «Kaddá» Mahámmad b. Burhán
- 1945 : ’Abdó b. «Kadda» Mahámmad
- 1951 : Dawud b. Mahámmad (le même qu'en 1936)
- c. 1984 : Obkári b. Ábdó b. «Kadda» Mahámmad